# Dugonjive
Dugajevë en albanais et Dugonjive en serbe latin (en serbe cyrillique : Дугоњиве) est une localité du Kosovo située dans la commune/municipalité de Klinë/Klina et dans le district de Pejë/Peć. Selon le recensement kosovar de 2011, elle compte 399 habitants.

## Démographie

### Évolution historique de la population dans la localité
| 1948 | 1953 | 1961 | 1971 | 1981 | 1991 | 2011 |
| ---- | ---- | ---- | ---- | ---- | ---- | ---- |
| 403  | 402  | 470  | 554  | 613  | 698  | 399  |

|  |

### Répartition de la population par nationalités (2011)
En 2011, les Albanais représentaient 92,23 % de la population et les Égyptiens 7,01 %.